# Madeleine Berthod
Madeleine Berthod (Château-d'Œx, 1 februari 1931) is een Zwitserse voormalige alpineskiester.
Berthod nam driemaal deel aan de Olympische Winterspelen (in 1952, 1956 en 1960), die tevens als wereldkampioenschappen alpineskiën golden.
Tijdens de Winterspelen van 1956 werd ze olympisch kampioene en wereldkampioene op de afdaling en op de combinatie werd ze alleen wereldkampioene. Dit was de enige alpineskidiscipline die niet als olympische wedstrijd gold.

## Kampioenschappen
1948: Hedy Schlunegger ·
1952: Trude Beiser ·
1956: Madeleine Berthod ·
1960: Heidi Biebl ·
1964: Christl Haas ·
1968: Olga Pall ·
1972: Marie-Therese Nadig ·
1976: Rosi Mittermaier ·
1980: Annemarie Moser-Pröll ·
1984: Michela Figini ·
1988: Marina Kiehl ·
1992: Kerrin Lee-Gartner ·
1994: Katja Seizinger ·
1998: Katja Seizinger ·
2002: Carole Montillet ·
2006: Michaela Dorfmeister ·
2010: Lindsey Vonn ·
2014: Dominique Gisin & Tina Maze ·
2018: Sofia Goggia ·
2022: Corinne Suter